# Abat-son

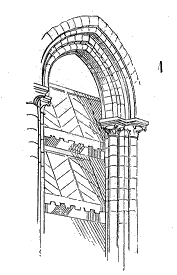
Disegno di abat-son.

L'abat-son designa l'insieme di lame inclinate dall'alto in basso e dall'interno all'esterno disposte generalmente nelle aperture delle torri civiche e di quelle campanarie. Le lame, generalmente del tipo persiana, sono fissate da un telaio in carpenteria e sono quasi sempre in legno nudo, o ricoperto di metallo, di ardesia o di piombo.
Le loro funzioni sono quelle di:  
- impedire a pioggia e neve di penetrare all'interno
- ventilare le carpenterie;
- indirizzare il  suono delle campane verso terra.

Questo termine tecnico architetturale comparve nel XIX secolo, essendo queste lame fino ad allora chiamate abat-vent.

## Storia e stili
Le abat-son sono spesso inserite nelle aperture gemellate su ciascuna faccia del campanile, più raramente negli abbaini della guglia del campanile.
Queste aperture (o finestre) campanarie sono tipicamente affiancate da colonne a capitello e ornate da archivolti, nell'architettura romanica, traforate ad intreccio nell'architettura gotica. Le abat-son si sono sviluppate soprattutto a partire dal XIII secolo, sono spesso decorate a traforo, con denti di sega alla loro estremità inferiore, o di goffrature sui piombi.
.
Le abat-son attuali sono oggetto di rinnovamento quando il legno si deteriora o il loro rivestimento in piombo o zinco risulta corroso. Esse sono talvolta realizzate in materiale composito per essere trasparenti alle onde radio (ad esempio a quelle della telefonia mobile)  ed equipaggiate di  reticelle anti-volatile o di griglie di protezione per impedire l'accesso all'interno del campanile ai piccioni o alle cornacchie.

## Galleria d'immagini

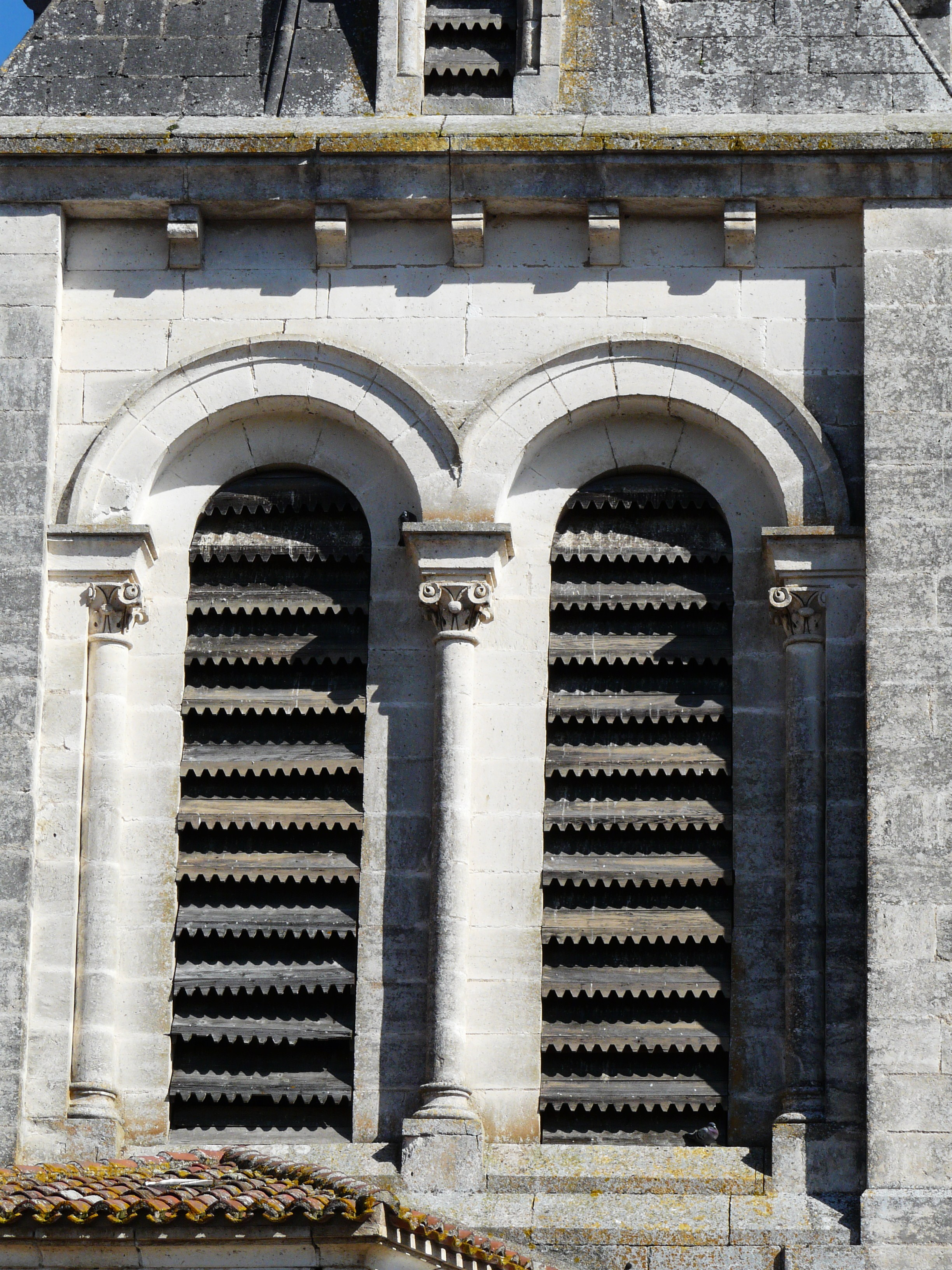
Abat-son delle finestre binate del campanile della chiesa di Bassillac
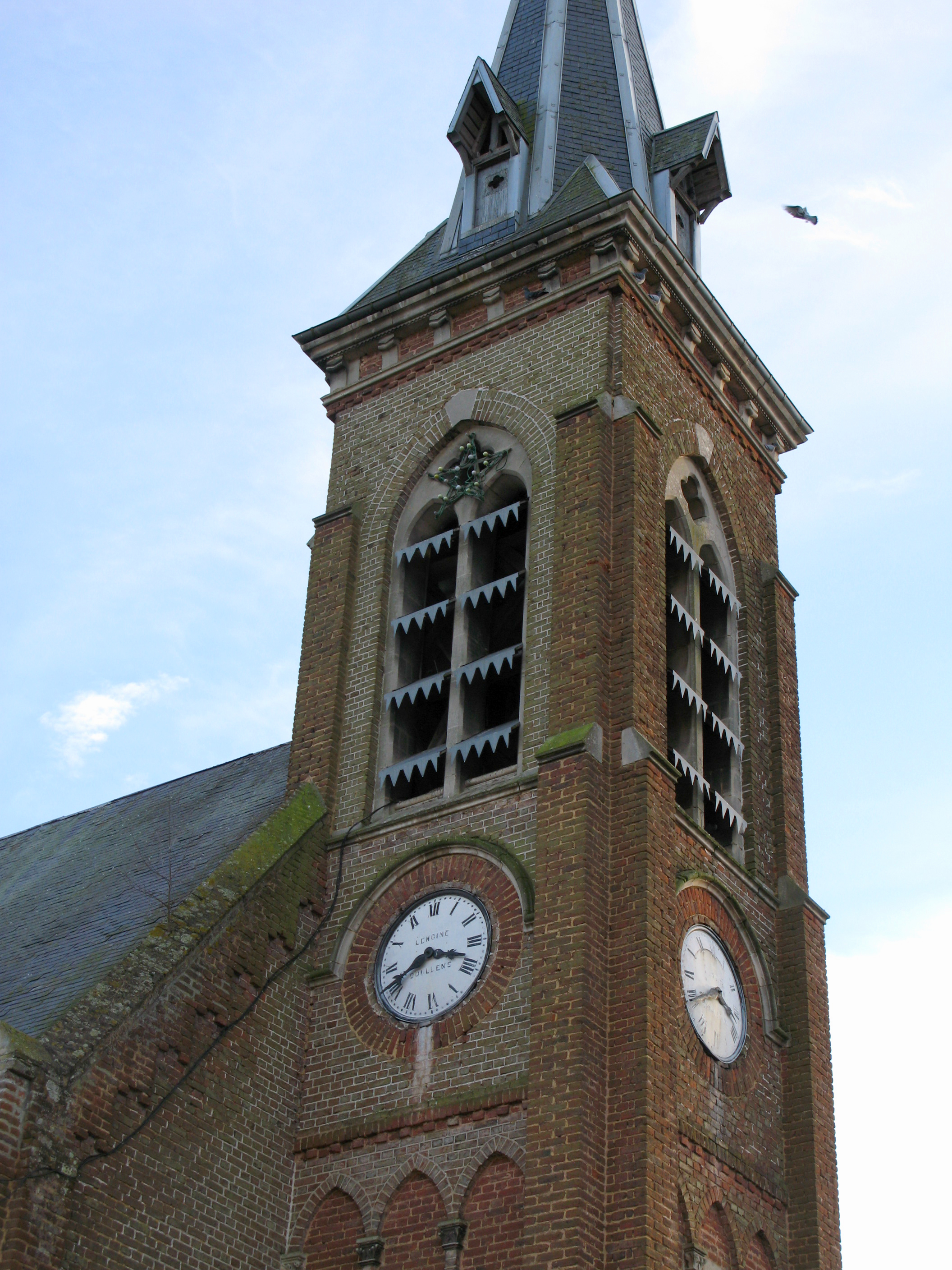
Abat-son della chiesa  di Occoches, protette da una foglia di zinco dal bordo dentellato
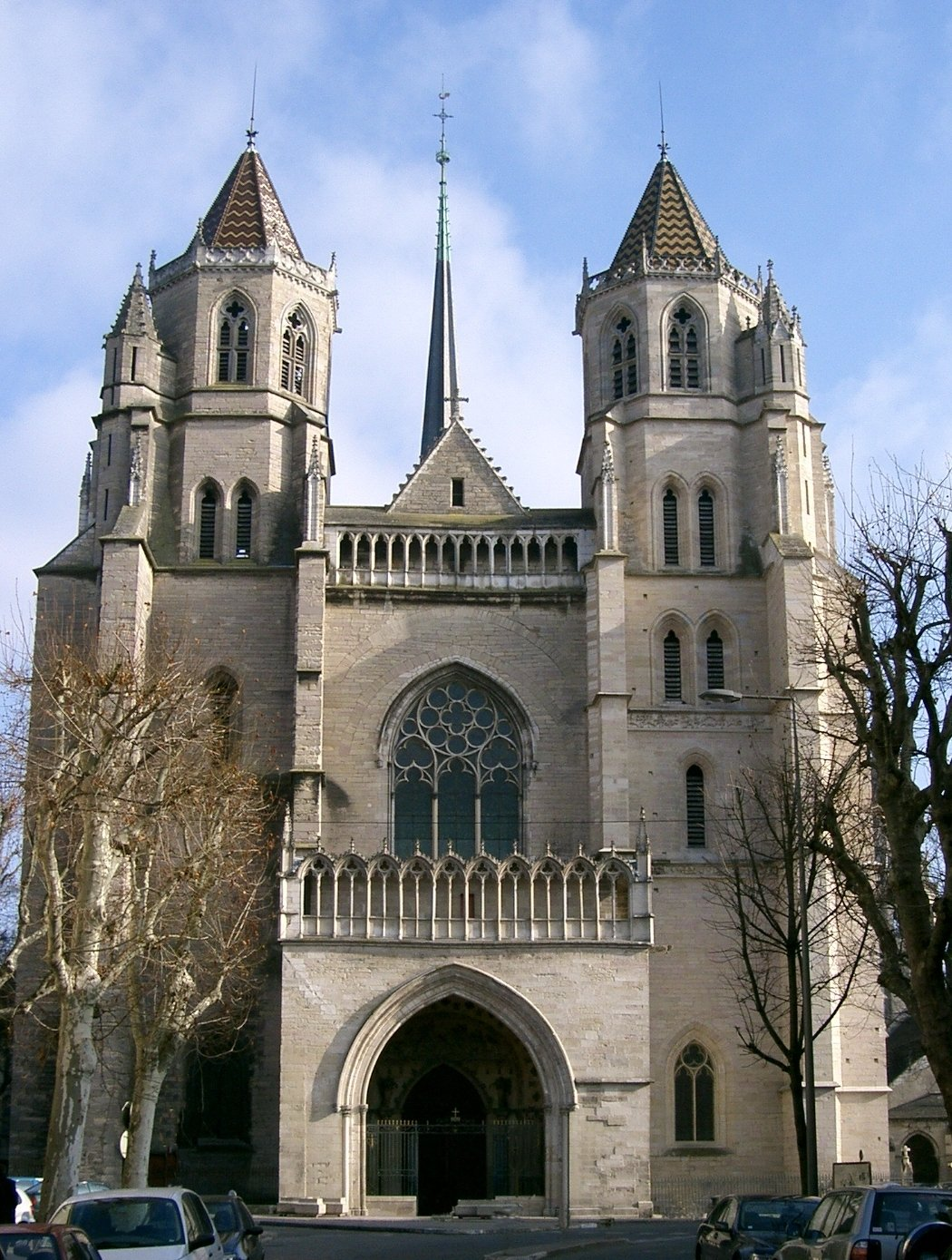
Le due torri della cattedrale di San Benigno a Digione hanno finestre con abat-son ad ogni piano